# Normas Nonnullas
Normas Nonnullas (в превод от латински: Някои норми) е апостолическо писмо motu proprio на папа Бенедикт XVI, от 22 февруари 2013 г., с което се изменят част от постановленията на апостолическата конституция „Universi Dominici Gregis“, приета от папа Йоан Павел II от 1996 г., относно избора на римския папа. Публикувано е в официалния орган на Светия престол – „Осерваторе Романо“ на 25 февруари 2013 г. и влиза в сила от същата дата.

## По важни промени
От момента в който Светият Престол остава вакантен, трябва да се изчакат петнадесет дни преди началото на конклава, но Колегията на кардиналите може да реши да намали този срок, ако всички кардинали са налице, или да отложи началото на изборите с няколко дни, ако за това има сериозни причини, но най-много до двадесетия ден, след който кардиналите трябва да пристъпят към избора на нов Папа
Никой кардинал-избирател не може да бъде изключен от избора, пасивен или активен, независимо от причината или претекста, с изключение на указаното в пар.40 и 75 на Конституцията Universi Dominici gregis
Участниците в конклава трябва да положат клетва, формулирана в апостолическото писмо, за запазване тайната на конклава, както и да не използват технически и комуникационни средства по време на изборите, като всяко нарушение на тази клетва ще доведе до отлъчване от църквата latae sententie.
Премахва се избирането на папа чрез акламация (per acclamationem seu ispirationem) и чрез споразумение (per compromissium)”, като за в бъдеще единствената форма за избор на папа е чрез чрез гласуване (per scrutinium).
За валидния избор на папа е необходимо мнозинство от най-малко две трети от гласовете на всички кардинали, присъстващи и гласуващи на конклава.
Ако гласуванията според пар. 72, 73 и 74 от Конституцията Universi Dominici gregis са безуспешни, кардиналите-избиратели трябва да посветят един ден на молитви, размисъл и диалог; при следващите гласувания ще се гласува само за двамата кандидати, които в предишното гласуване са получили най-голям брой гласове. При тези гласувания, за валидността на избора, също са необходимо две трети от гласовете на присъстващите и гласуващи кардинали. В тази гласувания, кардиналите-кандидати, за които се гласува, не могат да гласуват и не участват в избора.
След избирането на папа, последния от кардиналите дякони повиква в избирателната зала секретаря на Кардиналската колегия, главния церемониалмайстор на папските литургии с придружаващите го двама церемониалмайстори, а след това и декана на Кардиналската колегия или първия от кардиналите по степен и възраст, който от името на кардиналите –избиратели отправя следните думи към избрания: Acceptasne electionem de te canonice factam in Summum Pontificem? („Съгласен ли си с каноничния ти избор за Върховен Понтифекс ?“). След това веднага, след като папата обяви своето съгласие, кардинал-дяконът го пита: Quo nomine vis vocari? („С какво име искаш да се наричаш?“). След като папата посочи избраното от него име, главния церемониалмайстор на папските литургии, имащ функцията на нотариус и при свидетелството на двамата церемониалмайстори подготвя документ, с който се удостоверява съгласието на новоизброния папа и приетото от него име.